# Upplands runinskrifter 306
Upplands runinskrifter 306 är en vikingatida runristning i ett jordfast stenblock av granit i Dal, Skånela socken och Sigtuna kommun. Ristningsytan, som vetter mot väster, är cirka 1,6 gånger 1,4 meter stor. Runslingans bredd är 8-9 centimeter. Ristningen är överlag djupt och jämnt huggen och tämligen väl bevarad.

## Inskriften
Translitterering av runraden:
ikriþ · lit · hkua · stain · eftiʀ · iubiarn · auk · ikimar · aui · ikiuatr · auk · karl · auk ikriþr
Normalisering till runsvenska:
Ingriðr let haggva stæin æftiʀ Iobiorn, ok Ingimarr ok Ingivaldr ok Karl ok Ingriðr.
Översättning till nusvenska:
Ingrid lät hugga stenen efter Jobjörn, och Ingemar och Ingevald och Karl och Ingrid.
Personerna som nämns i inskriften är delvis desamma som nämns på U 311. Det är oklart varför namnet "Ingrid" förekommer både först och sist i inskriften. Det skulle kunna vara en mor och dotter med samma namn, men det mest troliga är nog att det är en pleonastisk upprepning, det vill säga att moderns namn nämns två gånger för att förstärka budskapet.